# Guy Verhofstadt
Pour les articles homonymes, voir Verhofstadt.
Guy Verhofstadt (prononcé en néerlandais : /ˈxi vərˈɦɔfstɑt/, prononcé en français : /ɡi vəʁɔfstad/), né le 11 avril 1953 à Termonde, est un homme d'État belge, 36e Premier ministre du royaume de Belgique de 1999 à 2008. Ministre d'État belge, il est membre de l'Open Vld, de tendance libérale.
Depuis le 30 juin 2009, il est député européen et préside le groupe parlementaire Alliance des démocrates et des libéraux pour l'Europe (ADLE) de 2009 à 2019. Il est également cofondateur du Groupe Spinelli, qui vise à rassembler les députés européens fédéralistes parmi les diverses tendances politiques. En 2014, il est candidat à la présidence de la Commission européenne, soutenu par le Parti de l'Alliance des libéraux et des démocrates pour l'Europe et le Parti démocrate européen ; il obtient 7,2 % des suffrages.
Depuis 2023, il est le président du Mouvement européen international.

## Début du futur Premier ministre
Guy Maurice Marie Louise Verhofstadt grandit en Flandre, dans la région gantoise. Il fait ses études primaires à l'école communale de Ledeberg. Il finit ses humanités (études secondaires) en latin-grec à l'Athénée royal de Gand en 1970. Il était considéré par ses professeurs comme un adolescent rebelle. Il étudie le droit de 1971 à 1975 à l'Université de Gand (et obtient la première grande distinction). Il assure la présidence de l'Union des étudiants libéraux de l'université de 1972 à 1974.

## Ascension du jeune libéral (années 1970-1990)
Guy Maurice Marie Louise Verhofstadt accepte la charge de secrétaire de Willy De Clercq en 1977, ce dernier étant alors président du Parti libéral flamand (PVV). En 1982, il devient président du PVV à 29 ans. Il entre à la Chambre des représentants en 1985. Cette même année, le roi Baudouin Ier de Belgique le nomme vice-Premier ministre et ministre du Budget, de la Politique scientifique et du Plan, dans le gouvernement Martens VI.
Ses vues radicales de l'économie et son « jeune âge », lui vaudront le surnom de « Baby Thatcher »,.
Il siège pendant la 47e législature de la Chambre des représentants de Belgique (1988-1991). Après sa tentative infructueuse de former un gouvernement en 1991, il entre dans l'opposition et transforme le PVV en Vlaamse Liberalen en Democraten (VLD). Il démissionne, après l'échec électoral de son parti, pour revenir en 1997 avec des idées politiques moins radicales.
En effet, vu la perte de sièges de son parti au niveau national : de 28 en 1981 à 21 en 1995 (et 18 en 2007), il se distancie progressivement de l'idéologie thatchérienne, comme le PRL (aujourd'hui MR), privilégiant dans son discours une approche « plus sociale » du libéralisme et une « vision » plus fédéraliste de l'Union européenne.

### Coalitions PVV-CVP-PRL-PSC en alternance avec CVP-PS-SP-PSC
Les gouvernements Martens et Martens-Gol des années 1980
Gouvernement Martens V (17 décembre 1981 au 14 octobre 1985)	
Gouvernement Martens VI (28 novembre 1985 au 19 octobre 1987) : Guy Verhofstadt : vice-Premier ministre et ministre du Budget, de la Politique scientifique et du Plan	
Gouvernement Martens VII (21 octobre 1987 au 9 mai 1988) : Guy Verhofstadt : vice-Premier ministre et ministre du Budget, de la Politique scientifique et du Plan

## Premier ministre pendant neuf ans

### Coalitions «arc-en-ciel» et «violette»
Après les élections fédérales belges du 13 juin 1999 (au cours desquelles le VLD obtient, de peu, la place de première formation politique de Flandre et de Belgique avec 14,3 % des suffrages exprimés et 23 sièges sur 150 pour la Chambre des représentants et 15,37 % et six sièges sur les 40 à élire au Sénat), il prend la tête d'un gouvernement regroupant, pour la première fois en Belgique, libéraux, socialistes et écologistes, le gouvernement Verhofstadt I (dite Coalition arc-en-ciel). À la fin de ce gouvernement, le quotidien Le Soir retient tout particulièrement au bilan du Premier ministre « une nouvelle culture politique » ayant « rompu avec les colloques feutrés sous les lambris des châteaux chers aux ères Martens et Dehaene et privilégié la culture du débat ouvert qui, parfois, s'est transformé en combat de chiffonniers ». De plus, le journal note que « l'arc-en-ciel peut se prévaloir de certaines avancées sociales et fiscales et de décisions qui, sur le terrain éthique par exemple, ont rompu avec le passé. Mais de nombreux chantiers demeurent inachevés et la subtile alchimie entre les trois familles politiques a parfois démontré toutes les limites de l'exercice ». Parmi les principales actions retenues de son premier gouvernement sont avancées : la politique de l'emploi (Convention de premier emploi dit « Plan Rosetta » lancé par la loi du 24 décembre 1999 pour les jeunes, le « Plan Activa » pour les chômeurs de longue durée) ; une politique étrangère active avec la présidence belge de l'Union européenne au deuxième semestre 2001 (marquée par le Conseil européen de Laeken et sa déclaration du 15 décembre 2001 qui a abouti à la convention de la Convention sur l'avenir de l'Europe), la défense d'une « globalisation éthique » ou la participation de la Belgique à l'opposition à la Guerre d'Irak ; des réformes libérales concernant l'administration fédérale (incarnées par la « réforme Copernic » ou « plan Copernic » lancées en 1999 qui remplacent les ministères par des services publics fédéraux) ou les questions de société (avec la légalisation du mariage homosexuel le 30 janvier 2003).
La victoire des libéraux (26,76 % des voix et 49 sièges sur 150 à la Chambre, dont 15,36 % et 25 députés pour le VLD, et 27,53 % des suffrages pour 12 sénateurs élus sur 40, dont 15,38 % et sept sièges pour les libéraux flamands) et socialistes (27,93 % et 48 représentants, 28,31 % et 13 sénateurs) aux élections du 18 mai 2003 lui permet de prendre la tête d'un gouvernement socialiste-libéral, appelé « coalition violette » ou « mauve », le gouvernement Verhofstadt II. Durant cette période, Guy Verhofstadt gouverne davantage au centre droit, selon le fameux « compromis à la belge » puisque comprenant les socialistes francophones, tout en maintenant lors de son discours de politique générale l'accent mis par la « coalition arc-en-ciel » sur la politique sociale et économique et notamment l'emploi (promettant lors de son discours de politique générale la création de 200 000 emplois en quatre ans). Il doit faire face aux élections régionales du 13 juin 2004 qui mettent à mal la coalition en place en niveau fédéral en général et le VLD (qui forme alors des listes communes avec le petit parti Vivant) en particulier : ce dernier, et ses alliés d'une « coalition arc-en-ciel » en place depuis 1999, perd les élections en Région flamande au profit du CD&V d'Yves Leterme, mais reste au sein de la majorité dans un gouvernement de « cordon sanitaire » qui est finalement formé pour circonscrire le Vlaams Belang (arrivé en 2e position du scrutin et donc lui aussi devant le VLD) dans l'opposition ; pour le collège politique néerlandophone du Parlement de la région de Bruxelles-Capitale, le VLD améliore son score de 1999 en arrivant deuxième derrière le Vlaams Belang et en passant de deux à quatre sièges ; à Bruxelles et en Wallonie, le Mouvement réformateur (MR) est exclu des majorités par le PS au profit du Centre démocrate humaniste (CDH), ce qui provoque de vives tensions entre libéraux et socialistes francophones du gouvernement fédéral. Mais le gouvernement Verhofstadt II est surtout confronté à la montée électorale du nationalisme flamand et tout particulièrement du Vlaams Belang, et à l'incapacité à trouver un compromis pour régler le problème de Bruxelles-Hal-Vilvorde (BHV).

## Engagement européen
En 2004, il est un des favoris pour prendre la succession de Romano Prodi à la tête de la Commission européenne, soutenu notamment par le Président français Jacques Chirac et le Chancelier allemand Gerhard Schröder. Mais il se heurte notamment à un refus britannique à cause de son opposition à la guerre en Irak. On lui préfère finalement le Portugais José Manuel Durão Barroso.

### Intérim gouvernemental et crise belge de 2007-2008
Au lendemain des élections fédérales du 10 juin 2007 (qui voient l'alliance électorale VLD-Vivant, alors baptisée Open VLD, retomber à 11,83 % des suffrages et seulement 18 siège sur 150 à la Chambre des représentants, se faisant devancer en Flandre par le CD&V-NVA et le Vlaams Belang mais aussi, pour la première fois en nombre de voix, par les libéraux francophones du MR), Guy Verhofstadt présente la démission de son gouvernement au Roi, qui le charge des affaires courantes pendant les négociations qui doivent mener au nouveau gouvernement selon la tradition belge. Mais à la suite de la grave crise politique que traverse la Belgique, Guy Verhoftadt reste premier ministre pendant plusieurs mois. Après avoir donné deux chances au formateur Yves Leterme, Albert II demande le 3 décembre 2007 à Guy Verhofstadt de trouver une manière de sortir de la crise. Une semaine plus tard, il lui demande en conséquence de former un gouvernement intérimaire (gouvernement Verhofstadt III). Guy Verhofstadt accepte de prendre la tête de ce gouvernement jusqu'en mars 2008, pour céder le témoin à Yves Leterme qui doit former un gouvernement définitif.

## Après le gouvernement
Il est élu député européen lors des élections de 2009. Cependant, à la suite de la défaite électorale de son parti lors de ce scrutin, il en redevient également le président par intérim jusqu'à l'élection à ce poste d'Alexander De Croo le 12 décembre 2009. Le 30 juin 2009, il est élu président du groupe Alliance des démocrates et des libéraux pour l'Europe (ADLE) au Parlement européen. Il est de nouveau cité parmi les possibles candidats à la présidence de la Commission européenne. Il se montre très critique et demande à plusieurs reprises un certain nombre de conditions et de « gages » vis-à-vis de la reconduction de José Manuel Durão Barroso,. Finalement, lors du vote d'approbation au Parlement européen de cette reconduction le 16 septembre 2009, le groupe ADLE lui apporte son soutien, un choix que Guy Verhofstadt explique en estimant que les attentes des libéraux sur un plan commun destiné à assainir, évaluer et superviser le système bancaire avait obtenu une réponse satisfaisante et en déclarant que : « Certains groupes ne sont pas convaincus par les lignes directrices de José Manuel Durão Barroso, mais nous avons la responsabilité de prendre une décision finale dès que possible ».
Le 15 septembre 2010, Guy Vehofstadt co-fonde le Groupe Spinelli avec Daniel Cohn-Bendit, Isabelle Durant et Sylvie Goulard. Il s'agit d'un groupe interparlementaire informel au Parlement européen qui rassemble les élus désireux de relancer la recherche d'un fédéralisme au sein de l'Union européenne. Il regroupe des personnalités telles que Jacques Delors, Mario Monti, Andrew Duff, Joschka Fischer, Pat Cox, Elmar Brok et Élie Barnavi.
Depuis mai 2012 il est, pour une durée de trois ans, administrateur indépendant du holding Sofina. Il est également administrateur du fonds de pension néerlandais APG et de l'armateur Exmar. Ces trois mandats lui rapportent des revenus bruts respectifs de 130 000, 42 840 et 60 000 € en 2013.
En octobre 2012, il publie avec Daniel Cohn-Bendit un manifeste pour une Europe fédérale intitulé Debout l'Europe et sous-titré en anglais Manifeste pour une révolution post-nationale en Europe. L'ouvrage est paru simultanément en six langues et dans de nombreux pays européens.
Il est réélu au Parlement européen lors du scrutin européen de 2014 et reconduit à la tête du groupe ADLE.
En août 2015, Guy Vehofstadt appelle à une réforme du système d'asile et d'immigration, en réaction à crise migratoire en Europe. Il critique le Premier ministre britannique David Cameron et le Président français François Hollande pour leur opposition à la proposition de la Commission européenne de répartir les demandes d'asile entre les pays de l'Union européenne. Il appelle également la France, le Royaume-Uni et la Hongrie à arrêter la construction de murs et de mesures de sécurité aux frontières, et de concentrer leur effort sur l'assistance humanitaire.
Le 8 septembre 2016, il est nommé représentant du Parlement européen dans les négociations sur la sortie du Royaume-Uni de l'UE (Michel Barnier est le négociateur en chef).
Fin 2016, il se présente face à Sylvie Goulard pour être le candidat du groupe ADLE à la prochaine élection du président du Parlement européen.
En janvier 2017, il tente seul de faire rallier le Mouvement 5 étoiles (eurosceptique) au groupe de l'ADLE, dans l'espoir de renforcer ses chances de devenir président du Parlement européen, mais subit un camouflet à la suite du rejet de cette proposition par environ la moitié des députés de son groupe (30 sur 68). Il est chargé de coordonner le travail du Parlement européen sur la question du brexit.
Il soutient Emmanuel Macron, candidat à l'élection présidentielle française de 2017,.

## Distinctions
- Guy Verhofstadt est devenu le septième destinataire du Vision pour l'Europe Award en 2002.
- Grand cordon de l'ordre de Léopold (21 avril 2008)[24]

## Publications
- Les États-Unis d'Europe [« Verenigde staten van Europa (nl) »], Bruxelles, Luc Pire, coll. « Voix politiques », 2006, 66 p. (ISBN 978-2-87415-609-0)
- Sortir de crise : Comment l'Europe peut sauver le monde (trad. du néerlandais de Belgique), Arles/Bruxelles, Actes Sud/André Versaille Éditeur, coll. « Essais Sciences humaines », 2009, 252 p. (ISBN 978-2-7427-8668-8)
- Debout l'Europe !, avec Daniel Cohn-Bendit, Bruxelles, Belgique, André Versaille éditeur, 2012, 158 p.  (ISBN 978-2-87495-197-8)
- Le Mal européen, Paris, Plon, 2016, 252 p.  (ISBN 978-2259249126)
- Europe : Back to the Future, Politique étrangère 2016/3 (Automne), p. 75-81. DOI 10.3917/pe.163.0075